# Amblyopone trigonignatha
Amblyopone trigonignatha är en myrart som beskrevs av Brown 1949. Amblyopone trigonignatha ingår i släktet Amblyopone och familjen myror. Inga underarter finns listade i Catalogue of Life.

## Bildgalleri

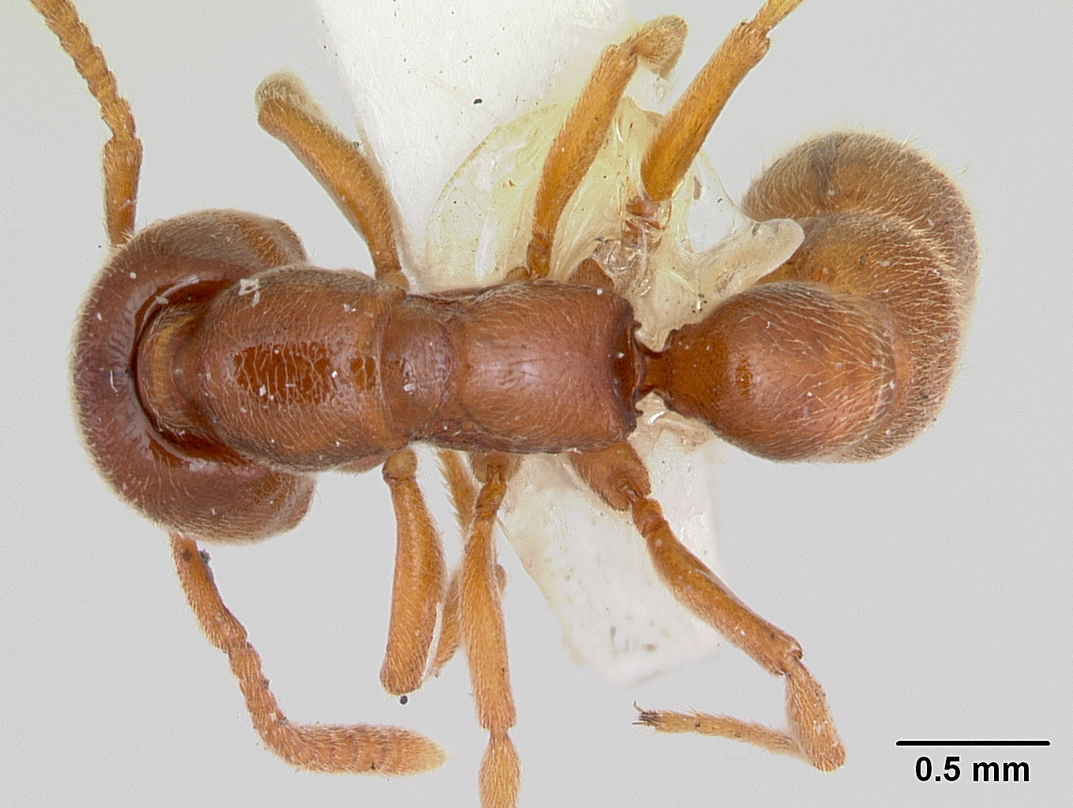
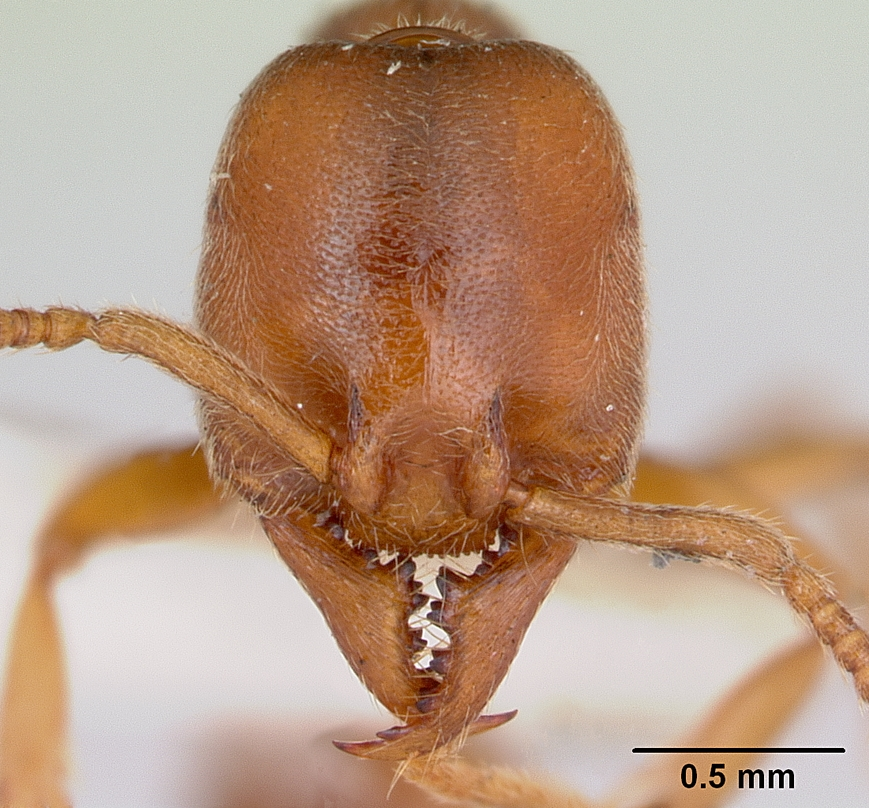
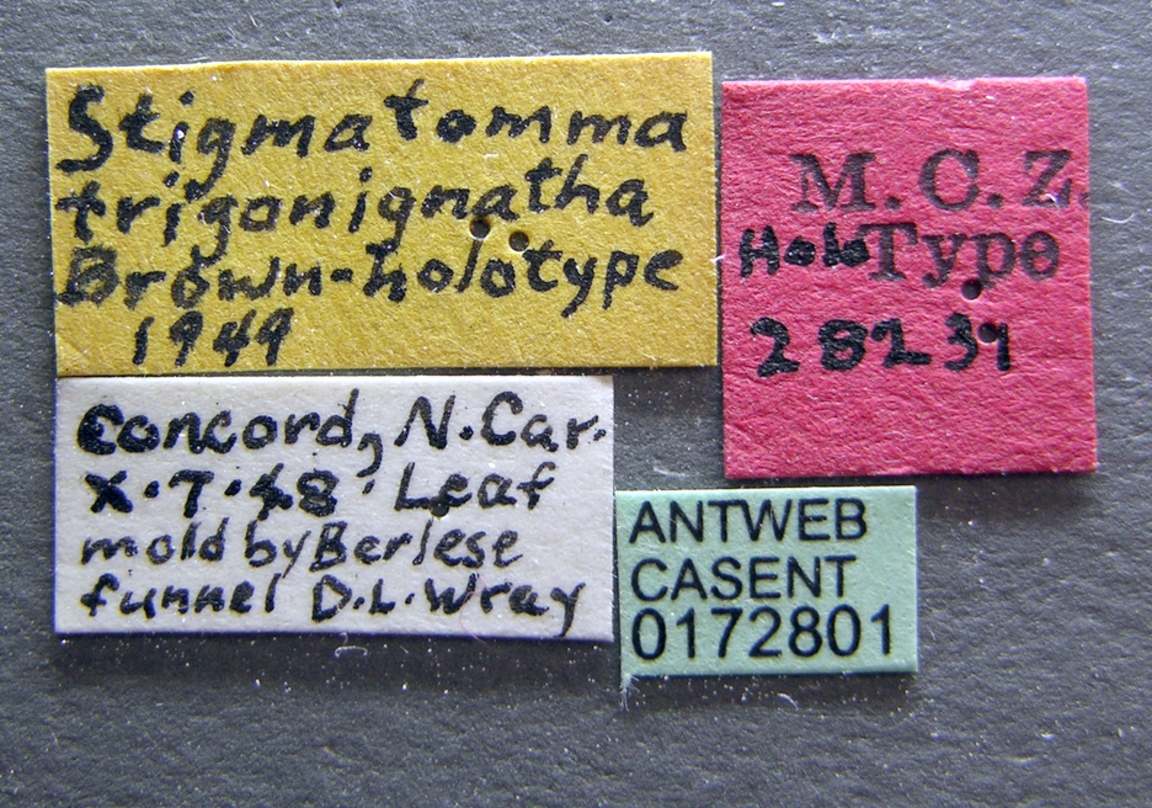
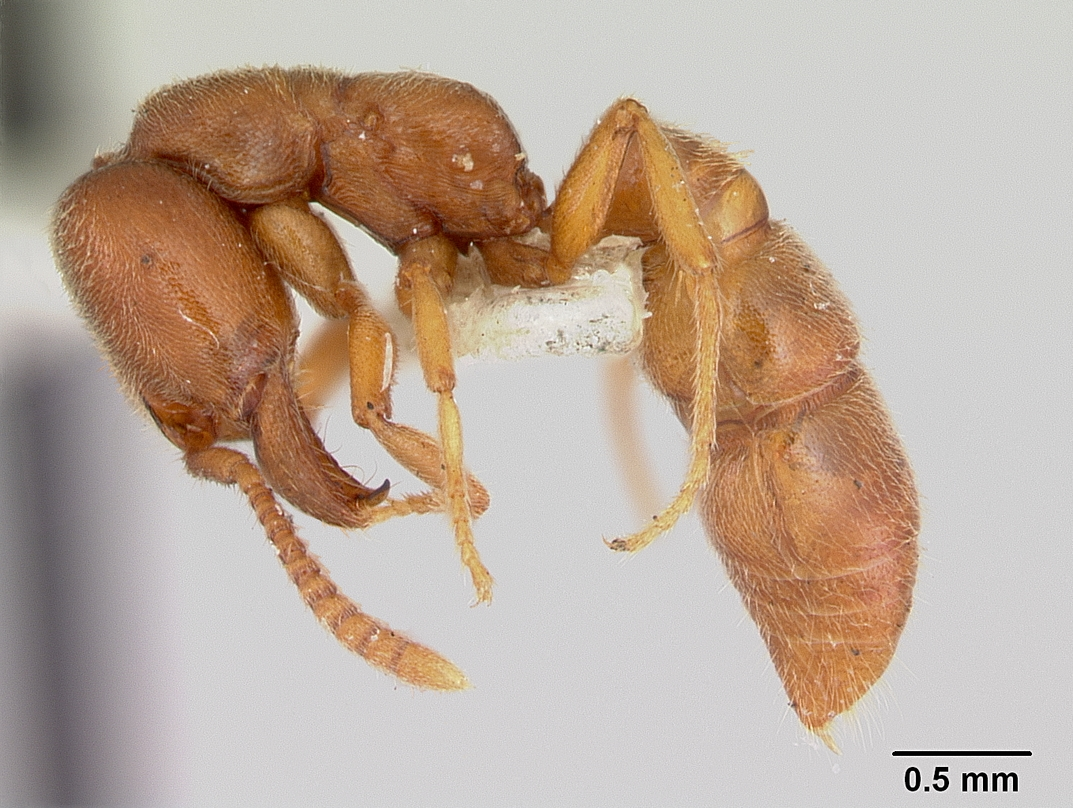